# Comté de Torrance
Le comté de Torrance est l’un des 33 comtés de l’État du Nouveau-Mexique, aux États-Unis. Il a été fondé le 16 mars 1903 et nommé en hommage à l’homme d’affaires Francis J. Torrance.
Son siège est Estancia.

## Comtés adjacents
- Comté de Santa Fe, Nouveau-Mexique (nord)
- Comté de San Miguel, Nouveau-Mexique (nord)
- Comté de Guadalupe, Nouveau-Mexique (est)
- Comté de Lincoln, Nouveau-Mexique (sud)
- Comté de Socorro, Nouveau-Mexique (sud)
- Comté de Valencia, Nouveau-Mexique (ouest)
- Comté de Bernalillo, Nouveau-Mexique (nord-ouest)